# Reader Bullard
Sir Reader Bullard KCB KCMG (* 5. Dezember 1885 in London Borough of Waltham Forest; † 24. Mai 1976 in Wantage) war ein britischer Diplomat.

## Leben
Reader Bullard war der Sohn von Mary Bullard und Charles Bullard, eines Arbeiters auf den London Docks.
Er besuchte eine Schule in Woodford Green im Nordosten Londons. Er studierte zwei Jahre am Queens’ College (Cambridge) und trat 1906 in den auswärtigen Dienst, wo er in der Levante eingesetzt wurde.
Er wurde in Konstantinopel und Bagdad beschäftigt. 1914 war er geschäftsführender Konsul in Basra.
1920 war er Berater beim Militärgouverneur in Bagdad im Irak.
1921 wurde er im Middle East Department des Colonial Office beschäftigt.
Von 1923 bis 1925 war er Konsul in Dschidda, Saudi-Arabien.
Von 1925 bis 1928 war er Konsul in Athen, Griechenland.
1928 war er Konsul in Addis Abeba, Äthiopien.
1930 war er Generalkonsul in Moskau, Sowjetunion.
Von 1931 bis 1934 war er Konsul in Leningrad, Sowjetunion.
1934 war er Generalkonsul in Rabat, Französisch-Marokko.
Von 1936 bis 1939 war er Gesandter in Dschidda, Saudi-Arabien.
Von 1939 bis 1943 war er Gesandter in Bagdad, Irak.
Von 1943 bis 1946 war er Gesandter in Teheran, Iran während der Teheran-Konferenz.
1951 wurde Bullard Direktor des Institute of Colonial Studies in Oxford.
1953 wurde er Mitglied der Leitung der School of Oriental and African Studies (SOAS), University of London.
1916 wurde Bullard Companion des Order of the Indian Empire, 1933 Companion des Order of St. Michael and St. George, 1936 Knight Commander des Order of St Michael and St George (KCMG),
1944 Knight Commander des Order of the Bath (KCB). Er war Fellow ehrenhalber des Queens College, Cambridge, des SOAS in London und des Lincoln College, Oxford.
1921 heiratete Reader Bullard Miriam Catherine Smith, Tochter des Historikers Arthur Lionel Smith.
Sie hatten eine Tochter und vier Söhne und eine Tochter, darunter die Diplomaten Sir Giles Bullard (1926–1992) und Sir Julian Bullard (1928–2006).
Bullard wurde 1946 in den Ruhestand versetzt. Seinen Lebensabend verbrachte er in Woodstock Road, Oxford, North Oxford, England. Sein schriftlicher Nachlass ist im St Antony’s College, Oxford archiviert.

## Veröffentlichungen
- Britain and the Middle East. Hutchinson’s University Library, London/New York (NY) 1951.
- The Camels must go. Autobiografie. Faber and Faber, London 1961.
- E. C. Hodgkin (Hrsg.): Letters from Tehran: A British Ambassador in World War II Persia. L.B. Tauris, London 1991.